# WestBam
WestBam или Максимиллиан Ленц (нем. Maximillian Lenz; род. 4 марта 1965, Мюнстер) — немецкий DJ, композитор, продюсер, участник таких музыкальных проектов, как Mr. X & Mr. Y, Members of Mayday, I.F.O.. Является одним из основателей популярных музыкальных фестивалей: Love Parade и Mayday.
Музыкант начал свою карьеру под псевдонимом Frank Xerox в основанных им же группах Pogoband Anormal Null (1979-81) и Kriegsschauplatz (1981-83), параллельно работая в качестве диджея в Мюнстере.
Постепенно популярность начинающего DJ росла и в 1984 году Макс перебирается в Берлин, где записывает свою первую пластинку «17 — This Is Not a Boris Becker Song». Берлинская публика очень скоро стала называть Макса «Вестфальский Бамбата» (по аналогии с популярным DJ и шоу-меном Afrika Bambaataa), что сокращённо и дало имя Westbam (нем. Westfalia Bambaataa).
В середине 80-х годов Westbam в Риге познакомился с советским музыкантом-авангардистом Сергеем Курёхиным и даже принял участие в концерте группы «Поп-механика» (в концертах группы всегда принимали участия разные музыканты, состав никогда не повторятся), через которую в своё время прошли такие музыканты как Виктор Цой, Борис Гребенщиков и другие известные советские музыканты. В одном из своих последних интервью (в программе «Те, кто» на ТВ-6) Курёхин в шутку заявил, что приложил руку к созданию стиля «Рэйв» (Rave).
В 1989 году WestBam принимал участие в первом фестивале Love Parade, для которого в соавторстве с музыкантом Dr Motte, инициатором фестиваля, записал гимн. После выпуска нескольких композиций WestBam выпустил свой первый альбом «The Cabinet».
В 1991 году музыкант организовал первый фестиваль Mayday в Берлине, крупнейшую на то время техно-вечеринку в Германии, собравшую более 5000 участников.
В 2002 году записал сингл Oldschool, baby с Неной.
WestBam является основателем звукозаписывающей компании Low Spirit.